# Berești-Meria
Berești-Meria es una comuna ubicada en el distrito de Galați, Rumania.

## Superficie
Posee una superficie de 96,03 kilómetros cuadrados.

## Demografía
Hasta 2021 la población era de 3023 habitantes, con una densidad de población de 31,48 habitantes por kilómetro cuadrado.